# Les Hommes libres
Pour plus de détails, voir Fiche technique et Distribution.

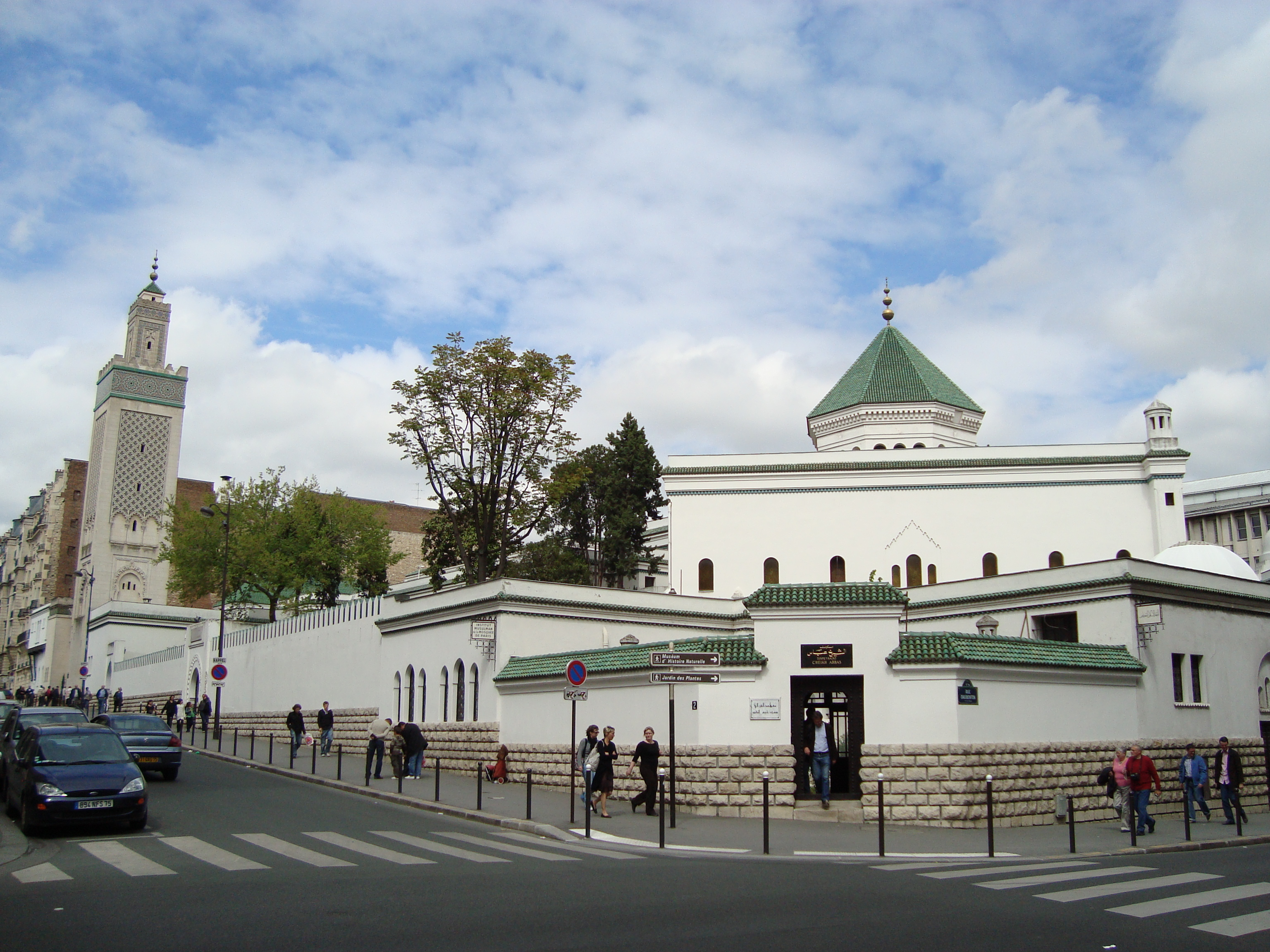
Grande Mosquée de Paris,
un site de tournage extérieur

Les Hommes libres est un film français réalisé par Ismaël Ferroukhi et sorti en 2011.

## Synopsis
Durant la Seconde Guerre mondiale, dans un Paris occupé, le jeune Algérien Younes est appréhendé par la police française parce qu'il pratique le marché noir. Mais au lieu de l'incarcérer, la police lui demande d'espionner les faits et gestes de Si Kaddour Benghabrit, recteur de la Grande Mosquée, soupçonné de procurer de faux papiers aux résistants et aux Juifs. C'est dans ces circonstances qu'Younes fait la connaissance du chanteur Salim Halali, un juif algérien qui se fait passer pour un musulman. Impressionné par la voix et le charisme de Salim, Younes se prend d'amitié pour lui et cette rencontre change sa vie. Non seulement, il renonce à la mission confiée par la police, mais il s'élève spirituellement et devient un fervent défenseur des libertés.
Romancé, le sujet du film s'appuie sur des faits historiques, les personnages de Si Kaddour Benghabrit et Salim Halali ont existé. Le rôle de Younes est construit sur divers éléments appartenant à plusieurs personnages réels comme le précise une note au générique de fin.

## Fiche technique
- Titre original : Les Hommes libres
- Titre de travail : Comme nos enfants
- Réalisation : Ismaël Ferroukhi
- Scénario : Ismaël Ferroukhi et Alain-Michel Blanc
- Décors : Thierry François
- Costumes : Virginie Montel
- Photographie : Jérôme Alméras
- Son : Jean-Paul Mugel, Séverin Favriau, Stéphane Thiébaut
- Montage : Annette Dutertre
- Musique : Armand Amar
- Attaché de presse : André-Paul Ricci
- Budget : 7 990 185 euros[1]
- Production : Fabienne Vonier, Stéphane Parthenay
- Sociétés de production : Pyramide Productions (France), France 3 Cinéma, Solaire Production (France), VMP (France), avec la participation de Canal+, France Télévisions, CinéCinéma (France), TV5 Monde, CNC, en association avec Backup Films (France), Sofica Coficup, Manon (France), avec le soutien du fonds Images de la diversité de la Région Île-de-France du programme MEDIA (Union européenne)
- Sociétés de distribution : Pyramide Distribution (pour la France), Pyramide International (pour l'étranger), K-Films Amérique (Québec)
- Pays de production :  France
- Tournage : 
  - Langue : français
  - Extérieurs[2] : Rabat (Maroc), Paris
- Format : 35 mm — couleur — 2.35:1 (Scope) — son Dolby SRD
- Genre : drame, historique
- Durée : 99 minutes
- Date de sortie : 
  - France : 28 septembre 2011
  - Québec : 30 mars 2012
- (fr) Classifications CNC : tous publics, Art et Essai (visa no 126007 délivré le 16 septembre 2011)

## Distribution
| - Tahar Rahim : Younes Ben Daoud - Michael Lonsdale : Si Kaddour Ben Ghabrit - Mahmoud Shalaby (voix chantée : Pinhas Cohen) : Salim Halali - Lubna Azabal : Warba Shlimane alias Leïla - Christopher Buchholz : le major Von Ratibor - Farid Larbi : Ali - Stéphane Rideau : Francis - Bruno Fleury : l'inspecteur - François Delaive : le chef de la Gestapo - Jean-Pierre Becker : le policier moustachu - Marie Berto : Maryvonne - Zakariya Gouram : Omar - Slimane Dazi : Larbi - Aïcha Sokrane : la mère de Larbi - Djemel Barek : le mari de Maryvonne - Louna Klanit : Sarah Benssoussan - Lunis Sakji : Eli Benssoussan - Fabien Jegoudez : le militaire SS - Hassan Mediaf : le mendiant - Ahmed Bourkab : l’imam | - Jamal Latifi : l’homme au Fez - Ali Hassan : le secrétaire de Ben Ghabrit - Jean-Pol Brissart : le ministre - Smaïl Mekki : le médecin chef - Mohand Saci : le vieux à l’usine désaffectée - Ahmed El Kouraichi : l’ouvrier de l’Étoile d’Or - Philippe Ohrel : l’officier SS - Blandine Pélissier : la femme qui garde les enfants - Patrick Bouin : le policier Gestapo - Karim Leklou : le tribun du PPA - Noureddine Souli : le premier résistant - Youssef Hajdi : le deuxième résistant - Abderrahim Oueld El Ajjar : Abdelwahab - Maher Kamoun : Abderahaman - Omar Zeghoudi : Hadj - Raouya : la femme voilée - Thierry Angelvy : le policier français - Alexandre Ottoveggio : un soldat allemand - Nico Rogner : l'officier allemand |

## Distinction
- Festival de Cannes 2011 (le 12 mai) : projection en séances scolaires destinées aux lycéens[3]
- Prix ARTE des Relations internationales

## Réception par la critique historique
Le film est critiqué par le chercheur au CNRS Jean Laloum qui émet des réserves sur la véracité de certains faits présentés dans le film à la suite d'« l’absence d’archives ou d’autres sources historiques » pouvant les confirmer et à la « crédibilité sujette à caution »  des témoignages de Salim Halali.

## Autres
Le journaliste Philippe Bouvard reste reconnaissant au recteur Si Kaddour Ben Ghabrit pour avoir sauvé son père adoptif, Jules Luzzato, de la Gestapo.